# Trying to Keep Bedelia
Trying to Keep Bedelia è un cortometraggio muto del 1912. Il nome del regista non viene riportato nei credit.

## Produzione
Il film venne prodotto dalla Reliance Film Company

## Distribuzione
Distribuito dalla Mutual Film, il film - un cortometraggio di una bobina - uscì nelle sale cinematografiche USA il 28 dicembre 1912.